# Scriverò il tuo nome
Scriverò il tuo nome è il settimo album in studio del cantautore italiano Francesco Renga, pubblicato il 15 aprile 2016 dalla Sony Music.

## Il disco
Il disco è composto da 12 tracce nella versione standard, mentre vi sono due brani aggiuntivi nella versione deluxe. Per la seconda volta Renga collabora con il produttore Michele Canova Iorfida.
All'album hanno partecipato diversi autori che hanno affiancato Renga nel lavoro di scrittura: Tony Maiello, come coautore dell'omonimo Scriverò il tuo nome (insieme a Michael Tenisci e Michele Canova Iorfida) e di Guardami amore, Fortunato Zampaglione in quattro tracce (Spiccare il volo, Perfetto, Migliore e Così diversa), Ermal Meta per Il bene, Dardust per Rimani così, Diego Calvetti per due brani (A meno di te e 13 maggio), Francesco Gabbani per L'amore sa, Nek, Luca Chiaravalli e Davide Simonetta per I nostri giorni.
Il singolo di lancio è uscito nel marzo 2016 ed è rappresentato dal brano Guardami amore, di cui è stato anche realizzato un videoclip diretto da Gaetano Morbioli.

## Tracce
1. Guardami amore – 2:45 (Francesco Renga, Tony Maiello, Sabato Salvati, Enrico Palmosi)
2. Il bene – 3:16 (Francesco Renga, Ermal Meta)
3. Scriverò il tuo nome – 3:17 (Francesco Renga, Tony Maiello, Michele Canova Iorfida, Michael Tenisci)
4. 13 maggio – 3:46 (Francesco Renga, Diego Calvetti, Emiliano Cecere)
5. Sulla pelle – 3:59 (Francesco Renga, Matteo Valicelli, Michele Canova Iorfida, Mario Cianchi)
6. L'amore sa – 3:27 (Francesco Renga, Francesco Gabbani, Fabio Ilacqua)
7. Spiccare il volo – 3:35 (Francesco Renga, Fortunato Zampaglione, Michele Canova Iorfida)
8. Perfetto – 3:23 (Francesco Renga, Fortunato Zampaglione, Michele Canova Iorfida)
9. Migliore – 2:50 (Francesco Renga, Fortunato Zampaglione)
10. I nostri giorni – 3:14 (Filippo Neviani, Francesco Renga, Luca Chiaravalli, Davide Simonetta)
11. Così diversa – 3:46 (Francesco Renga, Fortunato Zampaglione)
12. Cancellarti per sempre – 3:52 (Francesco Renga, Tony Maiello, Sabato Salvati)

Tracce bonus nell'edizione deluxe
1. Rimani così – 3:42 (Francesco Renga, Dario Faini, Alessandro Raina)
2. A meno di te – 3:45 (Francesco Renga, Diego Calvetti, Nicola Marotta)

## Formazione
- Francesco Renga – voce
- Tim Pierce – chitarra
- Sean Hurley – basso
- Michele Canova Iorfida – sintetizzatore, sintetizzatore modulare, programmazione
- Alex Alessandroni Jr. – pianoforte, tastiera, Fender Rhodes, organo Hammond, basso synth
- Gianluca Ballarin – tastiera, programmazione
- Victor Indrizzo – batteria

## Classifiche
| Classifica (2016) | Posizione massima |
| ----------------- | ----------------- |
| Italia            | 1                 |